# ヨナス・レッスル
ヨーナス・レッスル（Jonas Lössl、1989年2月1日 - ）は、デンマーク・コリング出身のプロサッカー選手。デンマーク代表。スーペル・リーガ・FCミッティラン所属。ポジションは、ゴールキーパー。

## 経歴

### クラブ
FCミッティランのアカデミーで育成され、2010年3月にプロデビュー。
2014年6月、EAギャンガンに移籍。 
2016年6月、リヴァプールFCに移籍したロリス・カリウスの後釜として1.FSVマインツ05が獲得。序盤は正ゴールキーパーとしてゴールマウスを守るが、次第に若手のヤニック・フートに押されるようになり、ポジションを奪われた。
2017年6月、ハダースフィールド・タウンFCにレンタル移籍。同シーズンはリーグ戦全試合に出場し、ハダースフィールドのプレミアリーグ残留に貢献した。翌シーズンはハダースフィールドに完全移籍した。
2019年5月24日、エヴァートンFCと2022年6月までの3年契約が発表された。しかしエヴァートンでは出番がなく、2020年1月31日に古巣ハダースフィールドに期限付き移籍することが発表された。
2021年2月1日、FCミッティランに復帰。
2022年12月31日、1月の移籍市場が開くとともに、ブレントフォードFCにシーズン終了までの期限付き移籍が発表された。契約には2023年夏までの契約で完全移籍するオプションが含まれている。加入後は、正GKであるダビド・ラヤが負傷離脱していたため、レギュラーに定着。しかしレギュラー定着後すぐにラヤが復帰したため、自身の出場は2試合に留まった。
シーズン終了にミッティランヘ復帰。

### 代表
世代別代表でのキャップは22試合。
2015年6月開催の親善試合・モンテネグロ代表戦でA代表初招集。続けて11月のUEFA EURO 2016プレーオフ・スウェーデン代表戦でも招集された。
2018 FIFAワールドカップのメンバーに選出された。しかし自身の出場は無かった。

## 人物
祖父はドイツ人。

## 代表歴

### 出場大会
- デンマーク代表
  - 2018 FIFAワールドカップ

### 試合数
- 国際Aマッチ 1試合 0得点（2016年）[11]

| デンマーク代表 | 国際Aマッチ | 国際Aマッチ |
| 年             | 出場        | 得点        |
| -------------- | ----------- | ----------- |
| 2016           | 1           | 0           |
| 通算           | 1           | 0           |